# Pivovar Světovar
Světovar je bývalý plzeňský pivovar, který fungoval mezi roky 1910–1932. Areál se nachází v městském obvodu Plzeň 2-Slovany mezi ulicemi Slovanská alej, Koterovská a Sladová, na západní straně sousedí s areálem vozovny Plzeňských městských dopravních podniků. V roce 2008 byl objekt pivovaru prohlášen kulturní památkou.

## Historie a popis
Český plzeňský akciový pivovar „Světovar“ byl založen roku 1910 společně podnikatelem Janem Kleisslem a Živnostenskou bankou a měl konkurovat starším plzeňským pivovarům „Prazdroj“ a „Gambrinus“. V lednu roku 1913 již byla uvařena první várka. Moderní stavbu provedla firma Müller a Kapsa podle návrhu architekta Bohuslava Strébla. Ve své době to byl nejmodernější pivovar v Rakousko-Uhersku a doznal značných úspěchů, a to i exportních (roční výstav až 100 000 hektolitrů).
Areál je rozdělen do tří bloků, postavených ze železobetonu ve stylu architektonické moderny a s využitím moderní techniky, elektromotorů atd. a propojených vlečkou (výhodou byla blízká trať na České Budějovice). Kromě oněch tří bloků, kde byly sklepy, lednice, stáčírna a umývárna, varna a strojovna s kotelnou, laboratoře, sladovna atd. byla v areálu i administrativní budova, kantýna a byty zaměstnanců.
Bohužel po Velké hospodářské krizi ztratil pivovar exportní příležitosti, omezoval výstav a v roce 1932 ho koupila konkurence – První akciový pivovar Gambrinus. Areál pivovaru poté sloužil jen jako lahvovna (značka „Světovar“ či „Weltbräu“ se užívala u gambrinuských dvanáctek ještě nedávno) a později jen jako různé sklady různých firem. Po roce 1945 celý areál využívala jako sklady armáda, která odešla až v letech devadesátých, ale majetkem Ministerstva obrany zůstal až do roku 2003.
Počítalo se s tím, že se v části areálu vybudují nové depozitární prostory pro Archiv města Plzně a ve zbytku vznikne multikulturní centrum, tzv. Cultural Factory – středisko alternativní i klasické kultury a dějiště různých výstav, přednášek, performancí atd. Tyto plány ale městu nevyšly a roce 2014 byl projekt zastaven. Od roku 2019 se místo toho buduje nové technologické centrum s názvem TechTower (projekt je známý jako Dronet).